# Pierre Batilliat
Ne doit pas être confondu avec Marcel Batilliat.
Pierre Batilliat, né le 15 juin 1788 à Marcigny (Saône-et-Loire) et mort à Mâcon, le 31 août 1851, est un pharmacien qui contribua à l'évolution de l'agriculture et de la viticulture. 

## Biographie
Il est le neveu du général Philibert Fressinet (sa mère est la sœur du général), son père est officier de santé. Pierre est étudiant à la nouvelle École supérieure de Pharmacie de Paris où il est élève de d'Étienne-Marie Barruel, puis de Nicolas-Louis Vauquelin. 
Pierre Batilliat est pharmacien aux armées de 1807 à 1814. Il participe, en Pologne, à la lutte contre le typhus. De retour à la vie civile Il va  à Mâcon où il est collaborateur de Jean-Baptiste Périer, apothicaire. Il épouse sa fille, Louis Catherine, le 26 septembre 1814. Ils auront deux enfants. Puis, en 1816,  Pierre est reçu comme pharmacien. Il succède alors à son beau père.
Il se préoccupe de santé publique et préconise l'utilisation de bioxyde de manganèse dans les tonneaux d'eau potable. Il s'intéresse à la conservation des aliments telle que la conservation de la viande sans salage ni fumage.  Il entre à l'Académie des sciences de Mâcon en 1821. Sa belle famille étant viticultrice il recherche l'augmentation des rendements et préconise l'utilisation de plâtre ou de charbon pour améliorer le sol. Il cherche à utiliser les résidus des vendanges ce qui le conduit à des préconisations qui seront mises en œuvre : amélioration de l'eau de vie de marc de raisin par la technique de l'égrappage ; proposition de pressage des pépins de raisins afin d'en extraire une huile.
Il travaille aussi à l'amélioration du papier, en incorporant du sulfate de calcium.
Pierre Batilliat a, par ailleurs, une vie publique : il est conseiller municipal de Mâcon. Il avait obtenu pour ses travaux l'approbation unanime du Conseil général de Saône-et-Loire en 1837 sous la présidence de Lamartine. Il avait entrepris de nombreux voyages d'études dans les divers vignobles français - surtout ceux du Midi - avant de publier son traité, en 1846, sur les vins de France.
Pierre Batiliat meurt, à 63 ans, le 31 août 1851. Son fils, Jean Sisoï, également pharmacien et républicain engagé, est alors emprisonné. Lorsqu'il est libéré il reprend la pharmacie de son père. La ville de Mâcon donnera le nom d'une de ses rues à Pierre Batilliat.

## Publications
- Traité sur les vins de la France. Des phénomènes qui se passent dans les vins, et des moyens d'en accélérer ou d'en retarder la marche. - Des moyens de vieillir ou de rajeunir les vins, d'en prévenir ou d'en corriger les altérations. - Des produits qui dérivent des vins : eaux-de-vie, esprits, vinaigre, tartre et vinasses. Mathias ; Lyon, Savy, 1846. Son livre est fort complet : maladies de la vigne, fabrication des vins, procédés, conservation, distillation, vinaigres...